# Dudo
 (juin 2023).
Si vous disposez d'ouvrages ou d'articles de référence ou si vous connaissez des sites web de qualité traitant du thème abordé ici, merci de compléter l'article en donnant les références utiles à sa vérifiabilité et en les liant à la section « Notes et références ».
Pour les articles ayant des titres homophones, voir Dudot et Duddo.

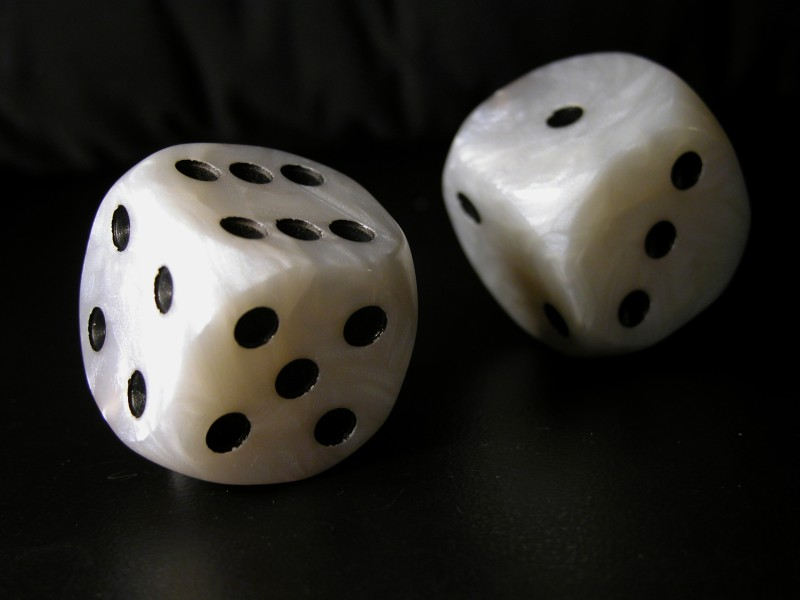
Une paire de dés

Le jeu de Dudo (Je doute ou J'hésite en espagnol) est un jeu de dés traditionnel se pratiquant au Chili. Il existe des jeux avec des règles relativement proches en Argentine, au Pérou, en Bolivie et de manière générale dans toute l'Amérique latine. Ses règles ont été déclinées pour donner naissance au Perudo.

## Situation au départ, principe et but du jeu
Il n'y a pas de limitation du nombre de joueurs.
Chaque joueur a 5 dés au début du jeu, et un gobelet opaque (cubilete, traditionnellement en cuir). Chaque joueur renverse son gobelet sur une table (ou dans sa main) et pour voir ses dés il l'incline sans que les autres joueurs ne puissent voir son jeu.
Un joueur ne peut pas avoir plus de 5 dés, à aucun moment.
Le but du jeu est d'être le dernier à avoir au moins un dé dans son jeu.
Le jeu se déroule en plusieurs manches. À l'issue de chaque manche un des joueurs perd ou gagne un dé. Une manche consiste en une suite de paris exprimés par les joueurs les uns après les autres, suivant le sens de rotation choisi.
Par exemple, un pari consiste à annoncer le nombre total de faces 3 (trenes) que tous les joueurs possèdent sous leurs gobelets. Le suivant peut alors augmenter les enchères, douter ou être d'accord. Suivant les règles décrites ci-après l’un des joueurs perdra ou gagnera alors un dé. 
Le bluff fait donc partie intégrante de ce jeu et l’un des joueurs peut faire de fausses enchères pour tromper ses adversaires. Il est de plus permis de parler aux autres joueurs pour tenter d'influencer leur choix.
Toute triche ou tentative de triche est sanctionnée de la perte d'un dé.
Les joueurs s'accordent entre eux pour choisir celui qui commence, par exemple celui portant une moustache ou encore le plus jeune. Celui-ci choisit ensuite le sens de rotation de la manche en désignant son voisin de droite ou de gauche.
Par la suite, celui qui vient de perdre ou de gagner un dé recommence les enchères.

## Terminologie chilienne
- la face 1 se dit : as, pluriel : ases
- la face 2 se dit : tonto, pluriel : tontos (imbéciles en espagnol)
- la face 3 se dit : tren, pluriel : trenes (trains en espagnol)
- la face 4 se dit : cuadra, pluriel : cuadras (pâtés de maisons en espagnol d'Amérique latine)
- la face 5 se dit : quina, pluriel : quinas (pièces de 500 pesos au Chili)
- la face 6 se dit : sexta, pluriel : sextas (sixièmes en espagnol)

## Déroulement du jeu
Le premier joueur prononce une enchère sur le nombre total de faces d'une certaine valeur.
Par exemple il dit : il y a 5 trenes. Ce qui signifie en fait il y a au moins 5 trenes en comptant tous les dés de chacun des joueurs.
Le suivant (voisin désigné à droite ou à gauche du premier) a 3 options :
- Surenchérir : il peut monter la face du dé (par exemple : 5 cuadras) ou alors monter en nombre de faces (6 trenes) auquel cas il peut descendre en face (7 tontos)…
- Dire Dudo (je doute, le joueur pense qu'il y a moins de 5 trenes en tout)
- Dire Calzo (je chausse, le joueur est exactement d'accord : il pense qu’il y a exactement 5 trenes, c’est-à-dire qu'il précise le au moins 5 trenes de l'enchère précédente)

À force de surenchérir il va forcément arriver un moment où l'un des joueurs dira Dudo ou Calzo, à ce moment chaque joueur soulève son gobelet et on vérifie en comptant.
Si le joueur Y dit Dudo après une enchère du joueur X et si après avoir compté on se rend compte qu'il a raison (par exemple ici, il n'y a seulement que 4 trenes en tout), le joueur X perd un dé. En revanche si le joueur X avait raison (par exemple ici, 5 trenes ou même plus : 7 trenes en tout) c'est alors le joueur Y qui perd un dé.
Si le joueur Y dit Calzo après une enchère du joueur X et si après avoir compté on se rend compte qu'il a raison (par exemple ici, il y a exactement 5 trenes en tout) le joueur Y gagne un dé (si toutefois il n'en a pas déjà 5, le maximum). En revanche si le joueur Y s'est trompé, il perd un dé (par exemple ici s'il y a seulement 4 trenes ou même 6 trenes).

## Règles spéciales
- On ne peut pas commencer les enchères en pariant sur les Ases.

- Les dés de face 1 (As) sont des jokers, ils comptent comme n'importe quelle autre face. Par exemple si un joueur a parié sur les Quinas, on comptera les Ases comme des Quinas. Si le joueur suivant parie sur les Tontos, les Ases seront alors des Tontos…

- C'est pour cette raison que l'on a le droit de surenchérir en divisant par 2 le nombre total si l'on parie sur les Ases. Par exemple après une enchère de 5 trenes, le suivant peut dire "3 ases" car 5/2 = 2,5 → 3 Ases (si besoin, on arrondit à la valeur supérieure). Cette règle s'explique par les probabilités, il y a environ 2 fois moins de chance d'avoir des Ases que des Quinas car les Quinas ont les Ases qui comptent avec eux.

- Pour surenchérir sur des Ases on peut simplement dire une valeur de plus en restant avec des Ases mais si l'on veut changer il faut faire le double plus un : par exemple après une enchère de 3 Ases, le suivant peut dire 4 ases ou alors 3*2 + 1 = 7 Tontos (ou trenes, cuadras..). Cette règle du "+1" servant à augmenter les enchères, par exemple il est impossible d'avoir une suite d'enchères : 4 trenes, 2 ases, 4 trenes, 2 ases… on aura plutôt : 4 trenes, 2 ases, 5 trenes, 3 ases, 7 trenes… les enchères augmentent bien.

- Perte de l'avant dernier dé : lorsqu'un joueur se retrouve pour la première fois avec un seul dé il a le choix entre faire une manche ouverte ou une manche fermée, pour cette manche uniquement :
  - Une manche ouverte signifie que chaque joueur incline son gobelet de telle manière que les autres voient ses dés alors que lui-même non.
  - Une manche fermée signifie que seul le joueur venant de perdre son avant-dernier dé peut regarder sous son gobelet, les autres joueurs gardent leur gobelet posé. Cette option est surtout utile en un contre un, cela permet de voir 1 dé sur les 2 au total alors que l'adversaire n'en voit aucun, il faut alors bluffer ou non..

- Il peut arriver qu'un joueur n'ayant plus qu'un seul dé repasse à 2 dés après un Calzo judicieux. Mais, s'il reperd un dé, il ne pourra appliquer une 2e fois la règle spéciale de partie ouverte ou fermée. La manche se déroulera normalement.

## Exemple type d'une manche
Nous allons nous situer dans le cas d'une partie avec 4 personnes, c'est-à-dire avec 20 dés au total (du moins au début). Nous allons désigner par J1 le joueur 1, J2 le joueur 2… etc.
Au début tous les joueurs mélangent leurs dés dans leur gobelet et renverse celui-ci sur la table ou dans leur main. Ils consultent chacun leurs dés en prenant garde de ne pas dévoiler leur jeu aux autres bien souvent tentés de regarder. Le moustachu commence :
- J1 : 5 cuadras (sous entendu : au-moins 5 cuadras, les Ases étant des jokers)
- J2 : 6 cuadras (sur 20 dés au total, on a en moyenne : 20/3 = 6,666 cuadras)
- J3 : 7 tontos (il augmente le nombre total tout en baissant la valeur de la face)
- J4 : 4 ases (il divise par 2 et arrondit au-dessus pour passer aux Ases)
- J1 : 5 ases (sur 20 dés au total, on a en moyenne 20/6 = 3,333 ases)
- J2 : 11 cuadras (le double + 1, J2 est un sacré bluffer ou un bon calculateur : s’il a déjà 5 cuadras dans ses 5 dés, la moyenne avec les 15 autres dés est de 15/3 = 5 + 5 = 10 cuadras)
- J3 : Dudo ! (il estime qu’il y a moins de 11 cuadras)

À ce moment tous les joueurs soulèvent leur gobelet et on compte le nombre de cuadras. Mettons que dans ce cas il y ait 5 cuadras et 4 ases, ce qui fait donc 9 cuadras au total, J3 a raison d’avoir douté, c’est donc J2 qui perd un dé.
Tous les joueurs mélangent leurs dés et c’est à J2 de recommencer à parler… sachant qu’il ne reste plus que 19 dés au total.

## Mode Mort subite
Tous les joueurs passent à un dé. Cette règle étant prévue lorsque la partie est trop longue et lorsqu'il ne reste plus assez de temps pour la terminer.

## Anecdotes
Dans le film Pirates des Caraïbes : Le Secret du coffre maudit, le héros joue à un moment au Dudo, mais dans une version en une seule manche.
Dans l'adaptation jeu vidéo Pirates des Caraïbes : Jusqu'au bout du monde. à la mission de Port Royal, un vaurien invite Jack Sparrow à jouer au Dudo.
Dans le jeu vidéo Red Dead Redemption, le joueur peut participer à une partie de Dudo (appelé par erreur poker menteur), autour d'une table de saloon.